# Marcenod
Marcenod ist eine französische Gemeinde mit 680 Einwohnern (Stand: 1. Januar 2022) im Département Loire in der Region Auvergne-Rhône-Alpes. Sie gehört zum Arrondissement Saint-Étienne und zum Kanton Sorbiers.

## Geografie
Die Gemeinde Marcenod liegt am oberen Couzon im Südwesten der Monts du Lyonnais, etwa 15 Kilometer nordöstlich von Saint-Étienne an der Grenze zum Département Rhône. Umgeben wird Marcenod von den Nachbargemeinden Larajasse im Norden, Saint-Romain-en-Jarez im Osten, Saint-Christo-en-Jarez im Süden, Grammond im Westen sowie Châtelus im Nordwesten.

## Geschichte
1866 wurde die Gemeinde aus Teilen von Larajasse und Saint-Christo-en-Jarez gebildet.

## Bevölkerungsentwicklung
| Jahr                       | 1962 | 1968 | 1975 | 1982 | 1990 | 1999 | 2006 | 2014 | 2022 |
| -------------------------- | ---- | ---- | ---- | ---- | ---- | ---- | ---- | ---- | ---- |
| Einwohner                  | 443  | 453  | 440  | 422  | 410  | 515  | 600  | 705  | 680  |
| Quellen: Cassini und INSEE |      |      |      |      |      |      |      |      |      |

## Sehenswürdigkeiten

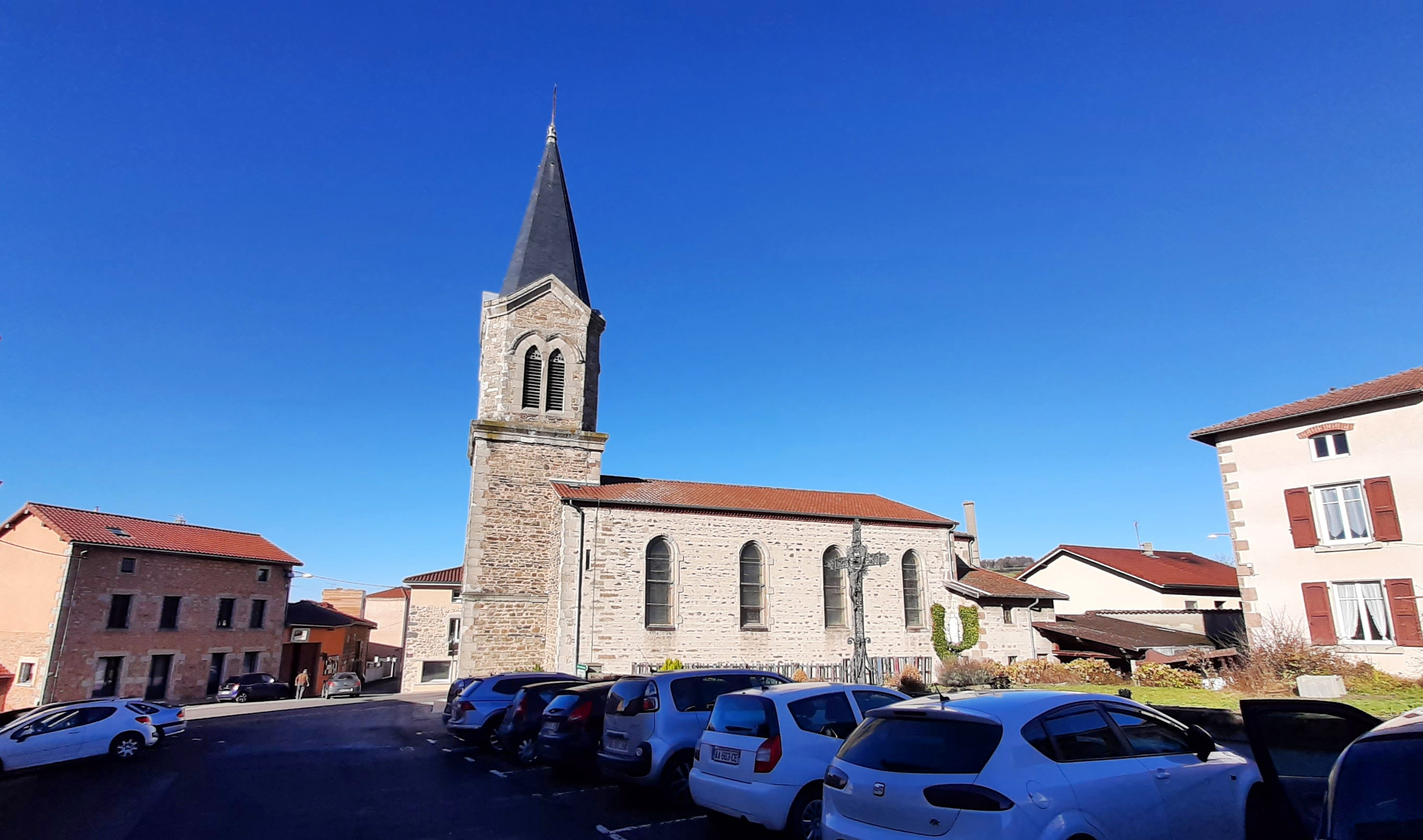
Kirche Saint-Jean-Baptiste

- Kirche Saint-Jean-Baptiste